# Stromverlustkennziffer
Die Stromverlustkennziffer oder Stromverlustkennzahl β beschreibt in KWK-Anlagen mit variabler Stromkennzahl den Verlust der elektrischen Leistung, wenn eine höhere thermische Leistung ausgekoppelt wird. In der Regel bezieht man sich dabei auf Entnahmedampfturbinen, die in thermischen Kraftwerken einen Teil des noch arbeitsfähigen Dampfes in einen Heizkondensator zur Erzeugung von Nutzwärme leiten, anstatt im Niederdruckteil der Dampfturbine noch mechanische Arbeit zu leisten. 
{\displaystyle \beta ={\frac {\Delta P_{\text{el}}}{{\dot {Q}}_{\text{nutz}}}}}

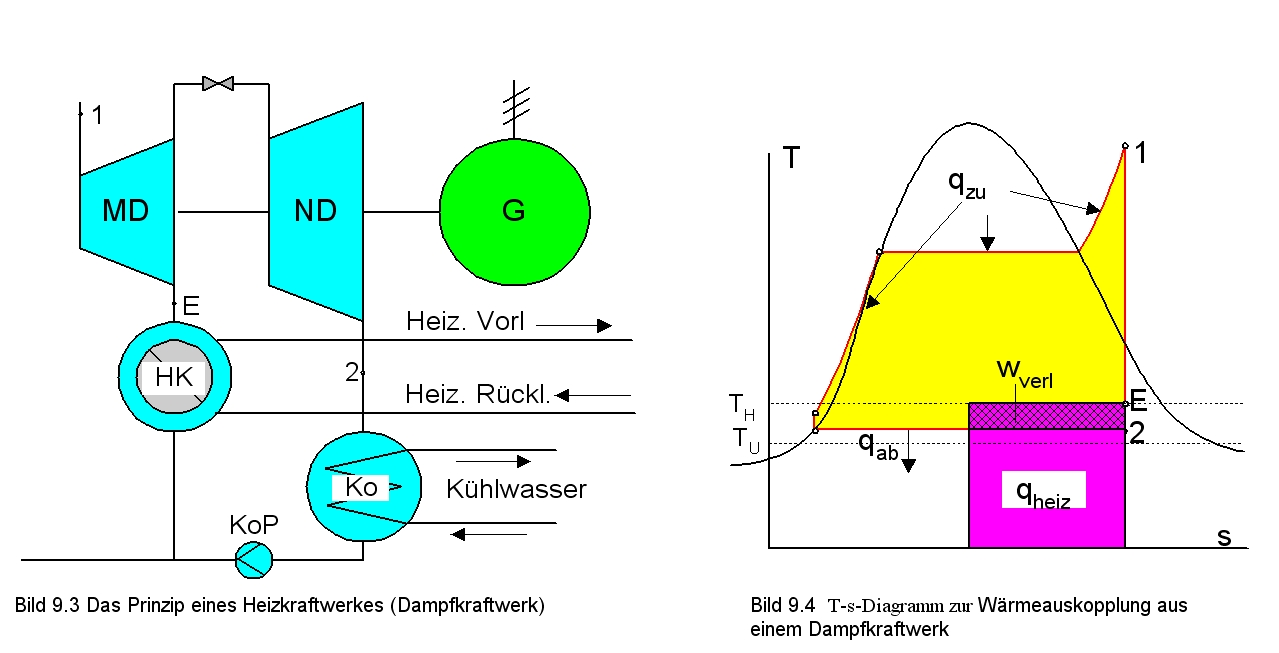
Stromverlust bei einer Entnahmedampfturbine

Das Bild rechts zeigt im linken Teil vereinfacht das Prinzip der Entnahme. Nach dem Mitteldruckteil (MD) der Turbine, also vor dem Niederdruckteil (ND), wird Dampf abgezweigt und strömt in den Heizkondensator (HK), wo er Wärme an den Heizkreislauf (Temperaturniveau TH etwa 100 °C) abgibt und sich dabei verflüssigt. Der restliche Dampf arbeitet im Niederdruckteil und wird dann im Kondensator (Ko) bei ca. 30 °C verflüssigt und über die Kondensatpumpe (KoP) dem Speisewasserkreislauf zugeführt. Der Teilstrom des Dampfes, der bei hoher Temperatur in den Heizkondensator fließt, kann im ND-Teil keine Arbeit mehr leisten und ist für den Stromverlust verantwortlich.  
Die rechte Bildseite zeigt das zugehörige idealisierte T-s-Diagramm (vgl. Clausius-Rankine-Prozess) für einen Betriebszustand, in dem die Hälfte der Abwärme für Heizzwecke genutzt wird. Links neben der roten Fläche entspricht die weiße Fläche unterhalb der roten Linie der Abwärme (qab), die über den Kondensator an die Umwelt (Temperaturniveau TU) abgegeben wird. Die gesamte rote Fläche entspricht der Nutzwärme (qheiz), der obere schraffierte Teil dieser Fläche dem Stromverlust in der Niederdruckstufe. 
Moderne Heizkraftwerke haben Stromverlustkennziffern von ca. 1/5 bis 1/6, d. h. im Austausch von einer kWh elektrischer Energie erhält man 5 bis 6 kWh Nutzwärme.
Auf Basis der Äquivalenz von Stromverlust und Wärmezugewinn erfolgt gemäß AGFW FW 309 Teil 6 die Zuordnung der CO2-Emissionen des Brennstoffs auf die Nutzwärme und die Elektroenergie.